# James W. Dawes
James William Dawes, född 8 januari 1844 i McConnelsville, Ohio, död 8 oktober 1918 i Milwaukee, Wisconsin, var en amerikansk republikansk politiker. Han var Nebraskas guvernör 1883–1887.
Dawes studerade juridik och inledde 1871 sin karriär som advokat. I Crete var han sedan dessutom verksam som handelsman. År 1877 var han ledamot av Nebraskas senat.
Dawes efterträdde 1883 Albinus Nance som Nebraskas guvernör och efterträddes 1887 av John Milton Thayer.
Dawes avled 1918 74 år gammal. Dawes County har fått sitt namn efter James W. Dawes.